# 长吻裸颊鲷
长吻裸颊鲷（学名：Lethrinus miniatus）为輻鰭魚綱鱸形目鱸亞目龍占魚科裸颊鲷属的鱼类，俗名长吻龙占。分布于非洲东岸至太平洋中部诸岛、台湾岛以及西沙群岛、中沙群岛、海南岛等，棲息深度5-30公尺，體長可達90公分，棲息在沙石底質海域，屬肉食性，以魚類、甲殼類、軟體動物、棘皮動物等為食，可作為食用魚，有雪卡魚毒的報告。该物种的模式产地在南太平洋。

## 扩展阅读
維基物種上的相關：长吻裸颊鲷